# Wasilij Jemielin
Wasilij Władimirowicz Jemielin, ros. Василий Владимирович Емелин (ur. 1 lutego 1976) – rosyjski szachista, arcymistrz od 1994 roku.

## Kariera szachowa
W pierwszej połowie lat 90. należał do światowej czołówki juniorów. W 1990 (w kategorii do lat 14) oraz 1993 r. (do lat 18) dwukrotnie zdobył tytuły wicemistrza świata. W latach 1994 i 1998 wystąpił w drugich reprezentacjach Rosji na szachowych olimpiadach, za pierwszym razem zdobywając brązowy medal. W 1993 i 2002 r. zwyciężył w mistrzostwach Sankt Petersburga W 1994 r. podzielił III m, natomiast w 2002 r. – II m. w indywidualnych mistrzostwach Rosji.
Wielokrotnie startował w turniejach międzynarodowych, sukcesy odnosząc m.in. w:
- Budapeszcie (1994, turniej First Saturday FS02 GM, I m.),
- Jyvaskyli (1999, dz. II m. za Wikrotem Gawrikowem),
- Hamburgu (1999, turniej Wichern Open, I m. oraz 2000, dz. I m. wspólnie z Władimirem Georgijewem, Dorianem Rogozenko, Ivanem Farago, Jonny Hectorem i Zigurdem Lanką),
- Tallinnie (2000, memoriał Paula Keresa, I m.),
- Rijece (2001, I m.),
- Abu Zabi (2003, dz. II m. za Gabrielem Sargissianem, wspólnie z Symbatem Lyputianem, Pentala Harikrishną i Pawłem Kocurem),
- Moskwie (2007, dz. I m. wspólnie z Jewgienijem Najerem),
- Cappelle-la-Grande (2007, dz. I m. wspólnie z Dawidem Arutinianem, Wang Yue, Wugarem Gaszimowem, Jurijem Drozdowskim i Jewhenem Miroszniczenko),
- Tallinnie (2008, memoriał Paula Keresa, I m.).

Najwyższy ranking w dotychczasowej karierze osiągnął 1 lipca 2011 r., z wynikiem 2592 punktów zajmował wówczas 35. miejsce wśród rosyjskich szachistów.